# Археологічний музей (Краків)

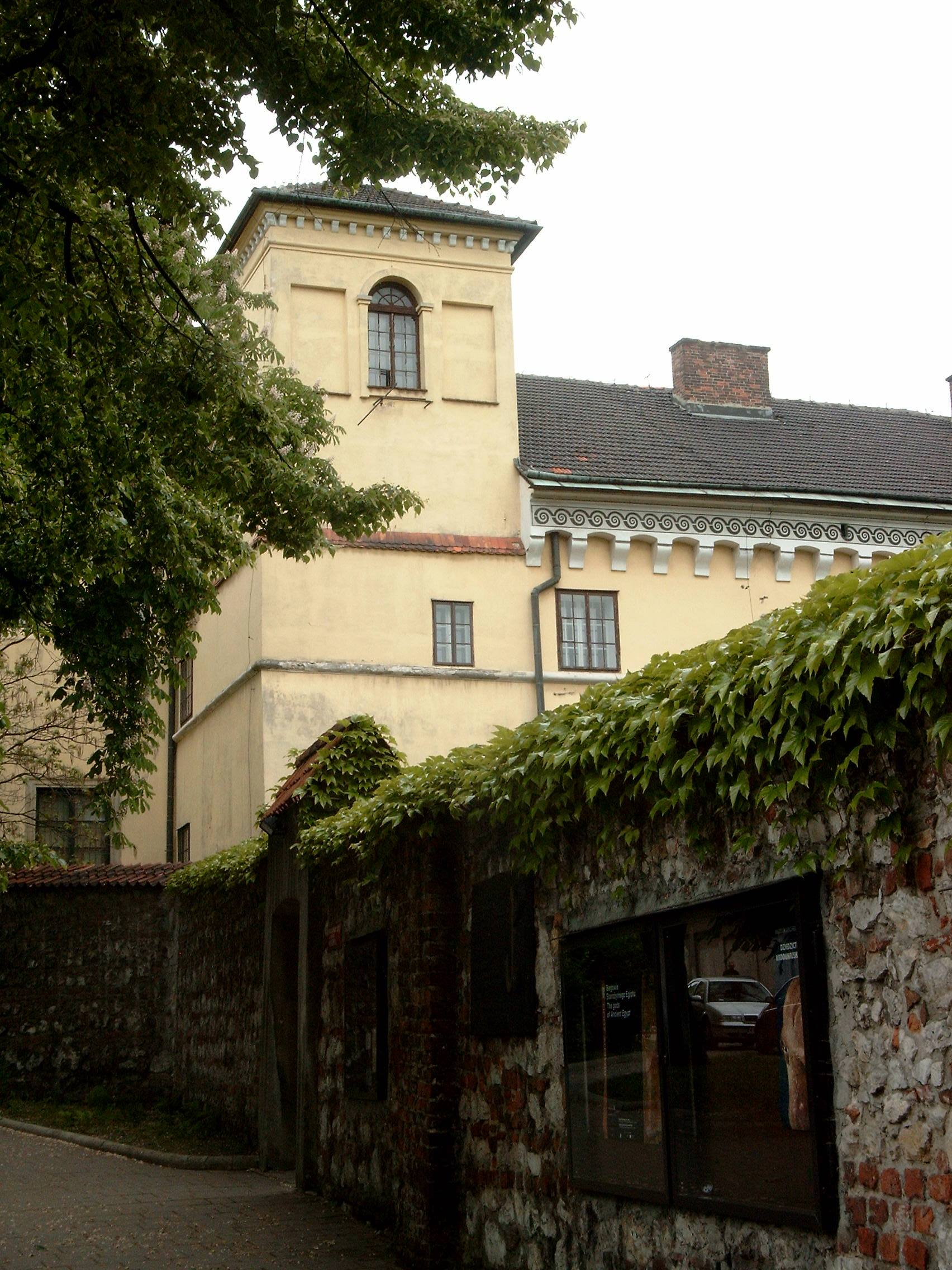
Будівля музею

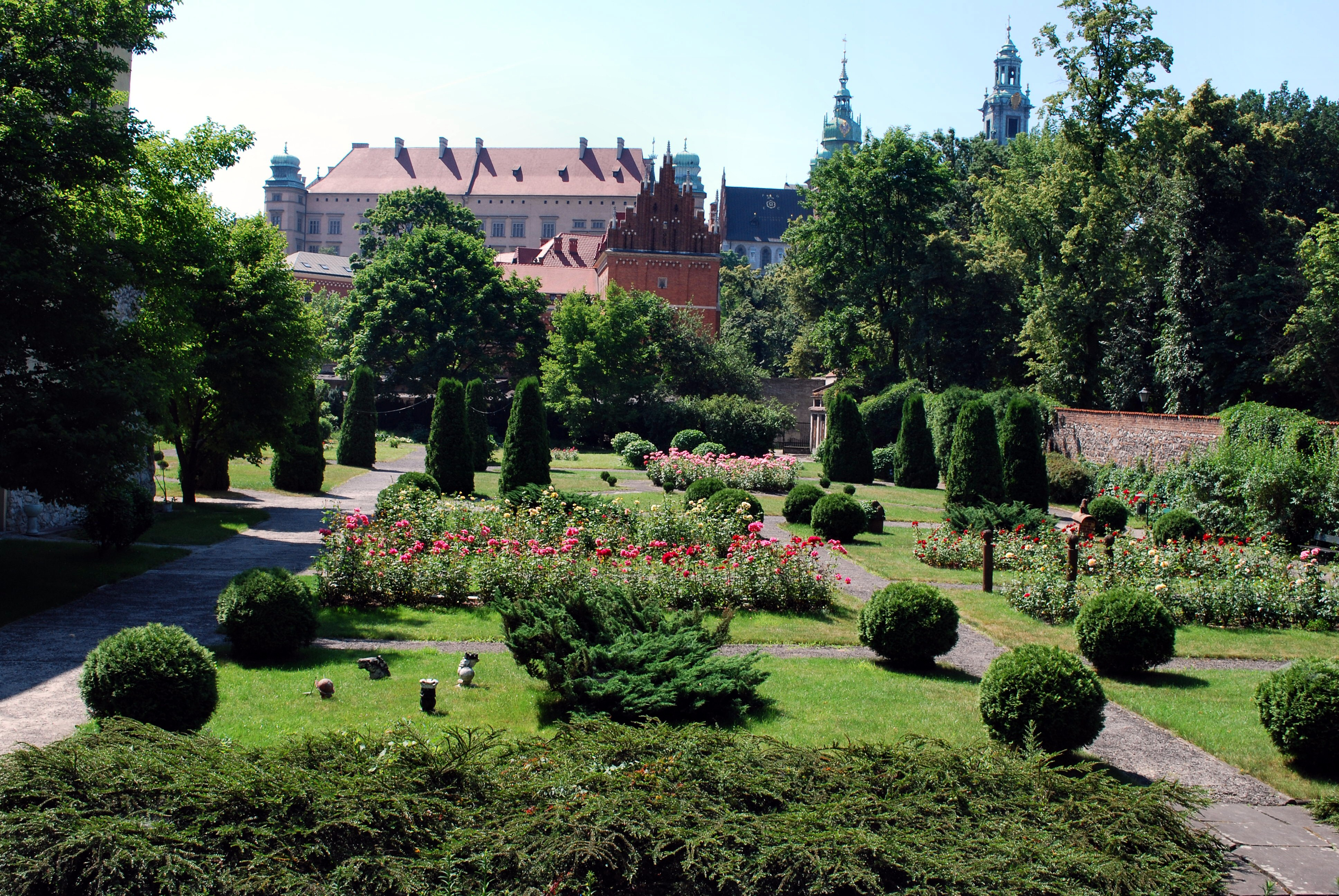
Музейний сад

Кра́ківський археологі́чний музе́й (пол. Muzeum Archeologiczne w Krakowie) — найстаріший цього типу заклад у Польщі, створений 1850 року. Зареєстрований в Державному реєстрі музеїв.

## Історія і діяльність
Музей виник як Краківський музей старожитностей і спочатку розміщувався у Ягеллонській бібліотеці на вулиці Святої Анни. 14 років потому музей переїхав на вулицю Славковську, у будинок під № 17, а потім (у 1967 році) — у будинок № 3 на вулиці Сенатській, де і є до сьогодні.
У момент створення музею до громадськості було направлено звернення з проханням передавати знахідки і археологічні об'єкти, які можна було б виставити в новому музеї. Завдяки широкому відгукові фонди музею збагатилися, зокрема одним із найцінніших експонатів — статуєю Світовида зі Збруча. Незабаром музей також розпочав свої власні археологічні дослідження і, таким чином, розжився на нові експонати. Ці дослідження проводилися, зокрема, в Україні, Литві, Білорусі, а також і насамперед на території Малої Польщі, яка постійно була в центрі уваги музею. Одночасно з початком будівництва Нової Гути у 1949 році, музей розпочав розкопи в цьому районі, завдяки чому нині це одна з найбільш обстежених територій у Польщі. Музей також веде роботи у Свентокшиських горах, де в стародавні часи розвинулася виплавка заліза.
Нині музей представляє як постійні виставки, так і тимчасові. Тут виходять два періодичні видання: «Археологічні матеріали» і «Археологічні матеріали Нової Гути». 